# NGC 1174
NGC 1174 (również NGC 1186, PGC 11617 lub UGC 2521) – galaktyka spiralna z poprzeczką (SBbc), znajdująca się w gwiazdozbiorze Perseusza.
Odkrył ją William Herschel 27 października 1786 roku, a John Dreyer w swoim New General Catalogue skatalogował jego odkrycie jako NGC 1186. 31 sierpnia 1883 roku zaobserwował ją Lewis A. Swift, lecz niedokładnie określił jej pozycję, a w rezultacie uznał, że odkrył nowy obiekt. Dreyer skatalogował jego obserwację jako NGC 1174, gdyż nie domyślił się, że Swift obserwował ten sam obiekt co wcześniej Herschel.